# Mike Day
Michael „Mike“ Day (* 19. Oktober 1984 in Tarzana) ist ein ehemaliger US-amerikanischer Radrennfahrer, der im BMX-Racing aktiv war.

## Werdegang
Seine sportliche Laufbahn im BMX-Racing begann Day 2002 im Alter von 17 Jahren bei Rennen der American Bicycle Association (ABA) und der National Bicycle League (NBL). 2005 gewann er unter anderem den NORA Cup. Bei den UCI-BMX-Race-Weltmeisterschaften gewann er 2005 und 2009 die Silbermedaille und 2006 die Bronzemedaille. Von 2007 bis 2012 startete Day im UCI BMX Supercross World Cup, gleich im ersten Jahr erzielte er den einzigen Weltcup-Erfolg seiner Karriere.
Durch den Gewinn der  U.S. Olympic Team Trials 2008 qualifizierte sich Day für das BMX-Rennen bei den Olympischen Sommerspielen 2008 in Peking. Bei der Olympia-Premierre der Disziplin gewann er die Silbermedaille.
Nach einer Rückenverletzung wurde er bei U.S. Olympic Team Trials 2012 nur Zweiter und verpasste die Qualifikation für die Olympischen Sommerspiele 2012. Daraufhin beendete er seine sportliche Karriere.

## Trivia
Die offizielle UCI-Nummer, die Day von der American Bicycle Association zugeteilt wurde, war die 365. In Verbindung mit seinem Nachnamen entstand aus der Redewendung „365 days per year“ sein Spitzname „365“.

## Erfolge
2005
- Weltmeisterschaften – Race

2006
- Weltmeisterschaften – Race

2007
- ein Erfolg UCI-BMX-World-Cup

2008
- Olympische Spiele – Race

2009
- Weltmeisterschaften – Race